# Zlatko Burić
Zlatko Burić (Osijek, 13 maggio 1953) è un attore jugoslavo naturalizzato danese.
È noto soprattutto per il ruolo di Milo nella trilogia Pusher di Nicolas Winding Refn e quello del magnate russo Yuri Karpov in 2012.

## Biografia
Nato a Osijek, nella Repubblica Socialista di Croazia, ha studiato recitazione al Dramski Studio. Negli anni settanta, ha fatto parte del gruppo di teatro sperimentale Kugla Glumište, formato nel 1975 con Željko Zorica-Sis e Damir Bartol-Indos. Nel 1981 si è trasferito in Danimarca, dove ha sposato Sonja Hindkjær, dalla quale ha avuto tre figli: dopo il divorzio, si è risposato con Dragana Milutinović nel 1998.
È apparso in diversi film danesi di successo degli anni novanta e duemila, spesso diretto da Nicolas Winding Refn, come in Bleeder (1999) e nei tre Pusher (1996–2005), dove interpretava il criminale Milo. Per la sua interpretazione nel primo di questi, Pusher - L'inizio, Burić ha vinto il premio Bodil come migliore attore non protagonista nel 1997. Nel 2009 ha avuto un ruolo di supporto nel colossal catastrofico di produzione statunitense 2012, al fianco di John Cusack, interpretando il miliardario russo Yuri Karpov. Nel 2012 ha ripreso il ruolo di Milo nel remake britannico di Pusher. Riprende nuovamente il ruolo di Milo nella serie Copenhagen Cowboy. Nel 2018 partecipa al film Teen Spirit - A un passo dal sogno.

## Filmografia parziale

### Cinema
- Pusher - L'inizio (Pusher), regia di Nicolas Winding Refn (1996)
- Bleeder, regia di Nicolas Winding Refn (1999)
- Un sogno realizzato (Tsatsiki, morsan och polisen), regia di Ella Lemhagen (1999)
- Aiuto! Sono un pesce (Hjælp! Jeg er en fisk), regia di Stefan Fjeldmark, Greg Manwaring e Michael Donovan (2000)
- Una lei tra di noi (En kort en lang), regia di Hella Joof (2001)
- Woyzecks sidste symfoni, regia di Nikolaj Arcel – cortometraggio (2001)
- Piccoli affari sporchi (Dirty Pretty Things), regia di Stephen Frears (2002)
- Pusher II - Sangue sulle mie mani (Pusher II), regia di Nicolas Winding Refn (2004)
- Pusher 3 - L'angelo della morte (Pusher III), regia di Nicolas Winding Refn (2005)
- 2012, regia di Roland Emmerich (2009)
- Pusher, regia di Luis Prieto (2012)
- Kursk, regia di Thomas Vinterberg (2018)
- Teen Spirit - A un passo dal sogno (Teen Spirit), regia di Max Minghella (2018)
- Killerman, regia di Malik Bader (2019)
- Triangle of Sadness, regia di Ruben Östlund (2022)
- Voci di potere (Rumours), regia di Guy Maddin, Evan Johnson e Galen Johnson (2024)
- Wolfs - Lupi solitari (Wolfs), regia di Jon Watts (2024)
- Superman, regia di James Gunn (2025)

### Televisione
- Snatch – serie TV, episodio 2x10 (2018)
- Strike Back – serie TV, episodio 8x07 (2020)
- Copenhagen Cowboy – serie TV (2022)

## Doppiatori italiani
Nelle versioni in italiano delle opere in cui ha recitato, Zlatko Burić è stato doppiato da:
- Paolo Marchese in Pusher 3 - L'angelo della morte, Superman
- Pierluigi Astore in Pusher - L'inizio
- Luca Biagini in Piccoli affari sporchi
- Saverio Indrio in Pusher II - Sangue sulle mie mani
- Claudio Fattoretto in 2012
- Mario Zucca in Pusher
- Franco Zucca in Teen Spirit - A un passo dal sogno
- Edoardo Siravo in Triangle of Sadness
- Paolo Buglioni in Wolfs - Lupi solitari

## Riconoscimenti
- Premio Bodil
  - 1997 – Miglior attore non protagonista per Pusher - L'inizio
- European Film Awards
  - 2022 – Miglior attore per Triangle of Sadness
- Guldbagge
  - 2022 - Miglior attore non protagonista per Triangle of Sadness